# Echinohelea pallida
Echinohelea pallida är en tvåvingeart som beskrevs av Debenham 1970. Echinohelea pallida ingår i släktet Echinohelea och familjen svidknott. Inga underarter finns listade i Catalogue of Life.